# Splash, Too – Die Nixe aus New York
Splash, Too – Die Nixe aus New York (Alternativtitel: Splash, too und Splash 2 ; Originaltitel: Splash, Too) ist ein US-amerikanischer Fernsehfilm aus dem Jahr 1988 und eine Fortsetzung des Kinofilms Splash – Eine Jungfrau am Haken. Regie führte Greg Antonacci, das Drehbuch schrieb Bruce Franklin Singer unter Verwendung der von Bruce Jay Friedman entwickelten Charaktere.

## Handlung
Die Handlung spielt vier Jahre nach den Ereignissen des ersten Films. Allen und Madison haben gemeinsam auf einer einsamen Insel gelebt, auf der er sich aber zu langweilen beginnt.
So kehrt er mit Madison zurück nach New York. Allen versucht das Familienunternehmen, das Freddie fast in den Ruin getrieben hat, zu retten. Währenddessen versucht Madison ihren alten Freund, den Delfin Salty, der in einem Forschungslabor von dem Wissenschaftler Dr. Otto Benus gefangen gehalten wird, zu befreien.

## Kritiken
Das Lexikon des internationalen Films charakterisiert den Film zwar als sichtlich bemühter als seinen Vorgänger, wobei diesem Film schnell die Ideen ausgehen würden. Er sei nicht mehr als die übliche unverbindlich-sentimentale Unterhaltung aus der Disney-Werkstatt.

## Hintergründe
- Für diesen Fernsehfilm konnte aufgrund des niedrigen Budgets (3,3 Millionen US-Dollar) keiner der Hauptdarsteller des ersten Films gewonnen werden. Dody Goodman (Mrs. Stimler) ist als einzige Schauspielerin des ersten Films auch im zweiten zu sehen.
- Der Film konnte nicht an den Erfolg seines Vorgängers anknüpfen, da er eher die Qualität eines B-Movies hatte.
- Splash, Too wurde als erster Film in den neuen Disney-MGM Studios gedreht.
- Amy Yasbeck trug eine blonde Perücke, da sie eigentlich rote Haare hat.
- Der Meerjungfernschwanz von Daryl Hannah war zu eng für Amy Yasbeck. Deshalb wurde ein neuer für sie hergestellt. Es brauchte drei Menschen, um ihn ihr anzuziehen, da er sehr schwer war.
- Thom Shouse entwarf – wie auch schon für den ersten Film – das Meerjungfrauenkostüm.
- In einigen Unterwasserszenen war statt Amy Yasbeck das Stuntdouble Arlene Klein zu sehen.

## Widersprüche zum Vorgänger
- Am Ende des ersten Films sagt Madison, dass Allen nie wieder zurückkehren könnte, wenn er mit in ihre Welt gehen würde.
- Obwohl sie am Ende des ersten Films in allen Nachrichten war, erinnert sich niemand mehr an sie.
- Im ersten Film wurde nie erwähnt, dass Madison die Fähigkeit besitzt, sich durch Wasser mit Personen, die nicht in ihrer Nähe sind, zu verständigen, wobei auch die Gesichter der Personen auf der Wasseroberfläche für sie sichtbar sind. („Kabelfernsehen für Seejungfrauen“).